# Score!
Score! war eine vierköpfige Hamburger Rockband, die von 1999 bis 2001 bestand.

## Bandgeschichte
Die Anfänge von Score! gehen bis 1997 zurück. Die Band fand sich damals unter dem Namen „Am kahlen Aste“ zusammen. 1999 hatte die Gruppe ihre endgültige Besetzung gefunden. Die Band nahm noch im selben Jahr an einem deutschlandweiten Bandwettbewerb teil, der von den Musikproduzenten Berman Brothers ausgerichtet wurde. Sie gewann den Wettbewerb und wurde zu Aufnahmen nach New York eingeladen. Nach dem Abschluss einer Plattenvertrags bei Sony Music im Dezember 1999 nahm die Band ihr erstes Album unter dem neuen Namen Score! auf. Zu diesem Zeitpunkt waren alle Bandmitglieder siebzehn Jahre alt.
Im März 2000 wurde die erste Single „Du kannst mich mal“ veröffentlicht. Das Video zur Single lief mehrfach auf dem Musiksender VIVA. Es folgten Auftritte der Band in Fernsehen und Radio. Von der Zeitschrift Bravo wurden Score! als großer Newcomer gehandelt. Im Juni 2000 wurde die Single „Sag mir warum“ veröffentlicht, die jedoch nicht an den Erfolg der ersten Single anknüpfen konnte. Im August erreichte das Album der Band „Das ist erst der Anfang“ mit der Veröffentlichung die deutschen Charts. Im September 2000 erschien als dritte und letzte Single die Ballade „Jetzt liegst Du neben mir“. Es folgte eine Deutschland-Tournee. Musikalisch wurden score!, die ausschließlich auf Deutsch sangen, immer wieder mit "Die Ärzte" verglichen.
Score! veröffentlichten bis zu ihrer Auflösung Ende 2001 drei Singles, ein Album und drei Videoclips.